# La noche se mueve
«La noche se mueve» es una canción y el tercer sencillo del álbum debut de la cantautora Fey lanzado a finales de 1995, el sencillo mantuvo la buena y fresca imagen que Fey quería mantener. Desde el año 2016 esta canción forma parte del musical mexicano, Verdad o reto basado en canciones populares de la década de los 90.